# Volta al País Basc 2022
La Volta al País Basc 2022 va ser la 61a edició de la Volta al País Basc. La cursa es disputà en sis etapes entre el 4 i el 9 d'abril de 2022, amb inici a Hondarribia i final a Arrate. La cursa formava part de l'UCI World Tour 2022.
El vencedor final fou el colombià Daniel Martínez Poveda (Ineos Grenadiers), que s'imposà per tan sols 11" al basc Ion Izagirre (Cofidis). Aleksandr Vlàssov (Bora-Hansgrohe) completà el podi. La cursa es decidí en la darrera etapa, quan el fins aquell moment líder Remco Evenepoel (Quick-Step Alpha Vinyl) no va poder seguir el ritme dels primers en la darrera ascensió a Arrate.

## Equips participants
A la cursa hi prengueren part vint-i-quatre, els dinou amb llicència WorldTeams, i cinc UCI ProTeams:
| WorldTeams (18)- AG2R Citroën Team - Astana Qazaqstan Team - Bahrain Victorious - Bora-Hansgrohe - Cofidis - EF Education-EasyPost - Groupama-FDJ - Ineos Grenadiers - Intermarché-Wanty-Gobert Matériaux - Israel-Premier Tech - Jumbo-Visma - Lotto-Soudal - Movistar Team - Quick-Step Alpha Vinyl - BikeExchange-Jayco - Team DSM - Trek-Segafredo - UAE Team Emirates ProTeams (5)- TotalEnergies - Burgos-BH - Caja Rural-Seguros RGA - Equipo Kern Pharma - Euskaltel-Euskadi |
| |

## Etapes
| Etapa    | Data     | Ciutats d'etapa           | type                      | Distància (km) | Desnivell (m) | Vencedor de l'etapa           | Líder de la general    |
| -------- | -------- | ------------------------- | ------------------------- | -------------- | ------------- | ----------------------------- | ---------------------- |
| 1a etapa | 4 de abr | Hondarribia – Hondarribia | contrarellotge individual | 7,5            | 100 m         | Primož Roglič                 | Primož Roglič          |
| 2a etapa | 5 de abr | Leitza – Viana            | etapa accidentada         | 207,9          | 2.625 m       | Julian Alaphilippe            | Primož Roglič          |
| 3a etapa | 6 de abr | Laudio – Amurrio          | etapa de mitja muntanya   | 181,7          | 3.278 m       | Peio Bilbao López de Armentia | Primož Roglič          |
| 4a etapa | 7 de abr | Vitòria – Zamudio         | etapa de mitja muntanya   | 185,6          | 2.703 m       | Daniel Martínez Poveda        | Primož Roglič          |
| 5a etapa | 8 de abr | Zamudio – Mallabia        | etapa de muntanya         | 163,7          | 3.485 m       | Carlos Rodríguez Cano         | Remco Evenepoel        |
| 6a etapa | 9 de abr | Eibar – Arrate            | etapa de muntanya         | 135,6          | 3.636 m       | Ion Izagirre Insausti         | Daniel Martínez Poveda |

### Etapa 1
Hondarribia - Hondarribia. 4 d'abril de 2022. 7,5 km (Contrarellotge individual)
| \| Classificació de l'etapa \| Classificació de l'etapa \| Classificació de l'etapa \| Classificació de l'etapa \| Classificació de l'etapa \| \| Corredor \| Corredor \| Equip \| Temps \| \| \| ------------------------ \| ------------------------ \| ------------------------ \| ------------------------ \| ------------------------ \| \| 1r \| Primož Roglič \| Jumbo-Visma \| 9' 48" \| \| \| 2n \| Remco Evenepoel \| Quick-Step Alpha Vinyl \| + 5" \| \| \| 3r \| Rémi Cavagna \| Quick-Step Alpha Vinyl \| + 16" \| \| \| 4t \| Geraint Thomas \| Ineos Grenadiers \| + 18" \| \| \| 5è \| Adam Yates \| Ineos Grenadiers \| + 18" \| \| \| 6è \| Aleksandr Vlàssov \| Bora-Hansgrohe \| + 18" \| \| \| 7è \| Bruno Armirail \| Groupama-FDJ \| + 20" \| \| \| 8è \| Ion Izagirre Insausti \| Cofidis \| + 20" \| \| \| 9è \| Jonas Vingegaard \| Jumbo-Visma \| + 20" \| \| \| 10è \| Ben Tulett \| Ineos Grenadiers \| + 21" \| \| |                       |                        |        |
| |                       |                        |        |
| Font: ProCyclingStats |                       |                        |        |
| Classificació de l'etapa |                       |                        |        |
| Corredor | Corredor              | Equip                  | Temps  |
| 1r | Primož Roglič         | Jumbo-Visma            | 9' 48" |
| 2n | Remco Evenepoel       | Quick-Step Alpha Vinyl | + 5"   |
| 3r | Rémi Cavagna          | Quick-Step Alpha Vinyl | + 16"  |
| 4t | Geraint Thomas        | Ineos Grenadiers       | + 18"  |
| 5è | Adam Yates            | Ineos Grenadiers       | + 18"  |
| 6è | Aleksandr Vlàssov     | Bora-Hansgrohe         | + 18"  |
| 7è | Bruno Armirail        | Groupama-FDJ           | + 20"  |
| 8è | Ion Izagirre Insausti | Cofidis                | + 20"  |
| 9è | Jonas Vingegaard      | Jumbo-Visma            | + 20"  |
| 10è | Ben Tulett            | Ineos Grenadiers       | + 21"  |

| \| Classificació general \| Classificació general \| Classificació general \| Classificació general \| Classificació general \| \| Corredor \| Corredor \| Equip \| Temps \| \| \| --------------------- \| --------------------- \| ---------------------- \| --------------------- \| --------------------- \| \| 1r \| Primož Roglič \| Jumbo-Visma \| 9' 48" \| \| \| 2n \| Remco Evenepoel \| Quick-Step Alpha Vinyl \| + 5" \| \| \| 3r \| Rémi Cavagna \| Quick-Step Alpha Vinyl \| + 16" \| \| \| 4t \| Geraint Thomas \| Ineos Grenadiers \| + 18" \| \| \| 5è \| Adam Yates \| Ineos Grenadiers \| + 18" \| \| \| 6è \| Aleksandr Vlàssov \| Bora-Hansgrohe \| + 18" \| \| \| 7è \| Bruno Armirail \| Groupama-FDJ \| + 20" \| \| \| 8è \| Ion Izagirre Insausti \| Cofidis \| + 20" \| \| \| 9è \| Jonas Vingegaard \| Jumbo-Visma \| + 20" \| \| \| 10è \| Ben Tulett \| Ineos Grenadiers \| + 21" \| \| |                       |                        |        |
| |                       |                        |        |
| Font: ProCyclingStats |                       |                        |        |
| Classificació general |                       |                        |        |
| Corredor | Corredor              | Equip                  | Temps  |
| 1r | Primož Roglič         | Jumbo-Visma            | 9' 48" |
| 2n | Remco Evenepoel       | Quick-Step Alpha Vinyl | + 5"   |
| 3r | Rémi Cavagna          | Quick-Step Alpha Vinyl | + 16"  |
| 4t | Geraint Thomas        | Ineos Grenadiers       | + 18"  |
| 5è | Adam Yates            | Ineos Grenadiers       | + 18"  |
| 6è | Aleksandr Vlàssov     | Bora-Hansgrohe         | + 18"  |
| 7è | Bruno Armirail        | Groupama-FDJ           | + 20"  |
| 8è | Ion Izagirre Insausti | Cofidis                | + 20"  |
| 9è | Jonas Vingegaard      | Jumbo-Visma            | + 20"  |
| 10è | Ben Tulett            | Ineos Grenadiers       | + 21"  |

### Etapa 2
Leitza - Viana. 5 d'abril de 2022. 207,9 km
| \| Classificació de l'etapa \| Classificació de l'etapa \| Classificació de l'etapa \| Classificació de l'etapa \| Classificació de l'etapa \| \| Corredor \| Corredor \| Equip \| Temps \| \| \| ------------------------ \| ------------------------ \| ---------------------------------- \| ------------------------ \| ------------------------ \| \| 1r \| Julian Alaphilippe \| Quick-Step Alpha Vinyl \| 5h 04' 35" \| \| \| 2n \| Fabien Doubey \| TotalEnergies \| + 0" \| \| \| 3r \| Quinten Hermans \| Intermarché-Wanty-Gobert Matériaux \| + 0" \| \| \| 4t \| Hugo Houle \| Israel-Premier Tech \| + 0" \| \| \| 5è \| Orluis Aular Sanabria \| Caja Rural-Seguros RGA \| + 0" \| \| \| 6è \| Gotzon Martín \| Euskaltel-Euskadi \| + 0" \| \| \| 7è \| Adam Yates \| Ineos Grenadiers \| + 0" \| \| \| 8è \| David Gaudu \| Groupama-FDJ \| + 0" \| \| \| 9è \| Remco Evenepoel \| Quick-Step Alpha Vinyl \| + 0" \| \| \| 10è \| Maxim Van Gils \| Lotto-Soudal \| + 0" \| \| |                       |                                    |            |
| |                       |                                    |            |
| Font: ProCyclingStats |                       |                                    |            |
| Classificació de l'etapa |                       |                                    |            |
| Corredor | Corredor              | Equip                              | Temps      |
| 1r | Julian Alaphilippe    | Quick-Step Alpha Vinyl             | 5h 04' 35" |
| 2n | Fabien Doubey         | TotalEnergies                      | + 0"       |
| 3r | Quinten Hermans       | Intermarché-Wanty-Gobert Matériaux | + 0"       |
| 4t | Hugo Houle            | Israel-Premier Tech                | + 0"       |
| 5è | Orluis Aular Sanabria | Caja Rural-Seguros RGA             | + 0"       |
| 6è | Gotzon Martín         | Euskaltel-Euskadi                  | + 0"       |
| 7è | Adam Yates            | Ineos Grenadiers                   | + 0"       |
| 8è | David Gaudu           | Groupama-FDJ                       | + 0"       |
| 9è | Remco Evenepoel       | Quick-Step Alpha Vinyl             | + 0"       |
| 10è | Maxim Van Gils        | Lotto-Soudal                       | + 0"       |

| \| Classificació general \| Classificació general \| Classificació general \| Classificació general \| Classificació general \| \| Corredor \| Corredor \| Equip \| Temps \| \| \| --------------------- \| --------------------- \| ---------------------- \| --------------------- \| --------------------- \| \| 1r \| Primož Roglič \| Jumbo-Visma \| 5h 04' 35" \| \| \| 2n \| Remco Evenepoel \| Quick-Step Alpha Vinyl \| + 5" \| \| \| 3r \| Rémi Cavagna \| Quick-Step Alpha Vinyl \| + 16" \| \| \| 4t \| Geraint Thomas \| Ineos Grenadiers \| + 18" \| \| \| 5è \| Adam Yates \| Ineos Grenadiers \| + 18" \| \| \| 6è \| Aleksandr Vlàssov \| Bora-Hansgrohe \| + 18" \| \| \| 7è \| Bruno Armirail \| Groupama-FDJ \| + 20" \| \| \| 8è \| Ion Izagirre Insausti \| Cofidis \| + 20" \| \| \| 9è \| Jonas Vingegaard \| Jumbo-Visma \| + 20" \| \| \| 10è \| Ben Tulett \| Ineos Grenadiers \| + 21" \| \| |                       |                        |            |
| |                       |                        |            |
| Font: ProCyclingStats |                       |                        |            |
| Classificació general |                       |                        |            |
| Corredor | Corredor              | Equip                  | Temps      |
| 1r | Primož Roglič         | Jumbo-Visma            | 5h 04' 35" |
| 2n | Remco Evenepoel       | Quick-Step Alpha Vinyl | + 5"       |
| 3r | Rémi Cavagna          | Quick-Step Alpha Vinyl | + 16"      |
| 4t | Geraint Thomas        | Ineos Grenadiers       | + 18"      |
| 5è | Adam Yates            | Ineos Grenadiers       | + 18"      |
| 6è | Aleksandr Vlàssov     | Bora-Hansgrohe         | + 18"      |
| 7è | Bruno Armirail        | Groupama-FDJ           | + 20"      |
| 8è | Ion Izagirre Insausti | Cofidis                | + 20"      |
| 9è | Jonas Vingegaard      | Jumbo-Visma            | + 20"      |
| 10è | Ben Tulett            | Ineos Grenadiers       | + 21"      |

### Etapa 3
Laudio - Amurrio. 6 d'abril de 2022. 181,7 km
| \| Classificació de l'etapa \| Classificació de l'etapa \| Classificació de l'etapa \| Classificació de l'etapa \| Classificació de l'etapa \| \| Corredor \| Corredor \| Equip \| Temps \| \| \| ------------------------ \| ----------------------------- \| ------------------------ \| ------------------------ \| ------------------------ \| \| 1r \| Peio Bilbao López de Armentia \| Bahrain Victorious \| 4h 35' 24" \| \| \| 2n \| Julian Alaphilippe \| Quick-Step Alpha Vinyl \| + 0" \| \| \| 3r \| Aleksandr Vlàssov \| Bora-Hansgrohe \| + 0" \| \| \| 4t \| David Gaudu \| Groupama-FDJ \| + 0" \| \| \| 5è \| Enric Mas Nicolau \| Movistar Team \| + 0" \| \| \| 6è \| Pierre Latour \| TotalEnergies \| + 0" \| \| \| 7è \| Primož Roglič \| Jumbo-Visma \| + 0" \| \| \| 8è \| Ion Izagirre Insausti \| Cofidis \| + 0" \| \| \| 9è \| Jonas Vingegaard \| Jumbo-Visma \| + 0" \| \| \| 10è \| Rigoberto Urán \| EF Education-EasyPost \| + 0" \| \| |                               |                        |            |
| |                               |                        |            |
| Font: ProCyclingStats |                               |                        |            |
| Classificació de l'etapa |                               |                        |            |
| Corredor | Corredor                      | Equip                  | Temps      |
| 1r | Peio Bilbao López de Armentia | Bahrain Victorious     | 4h 35' 24" |
| 2n | Julian Alaphilippe            | Quick-Step Alpha Vinyl | + 0"       |
| 3r | Aleksandr Vlàssov             | Bora-Hansgrohe         | + 0"       |
| 4t | David Gaudu                   | Groupama-FDJ           | + 0"       |
| 5è | Enric Mas Nicolau             | Movistar Team          | + 0"       |
| 6è | Pierre Latour                 | TotalEnergies          | + 0"       |
| 7è | Primož Roglič                 | Jumbo-Visma            | + 0"       |
| 8è | Ion Izagirre Insausti         | Cofidis                | + 0"       |
| 9è | Jonas Vingegaard              | Jumbo-Visma            | + 0"       |
| 10è | Rigoberto Urán                | EF Education-EasyPost  | + 0"       |

| \| Classificació general \| Classificació general \| Classificació general \| Classificació general \| Classificació general \| \| Corredor \| Corredor \| Equip \| Temps \| \| \| --------------------- \| ----------------------------- \| ---------------------- \| --------------------- \| --------------------- \| \| 1r \| Primož Roglič \| Jumbo-Visma \| 9h 49' 47" \| \| \| 2n \| Remco Evenepoel \| Quick-Step Alpha Vinyl \| + 5" \| \| \| 3r \| Aleksandr Vlàssov \| Bora-Hansgrohe \| + 14" \| \| \| 4t \| Adam Yates \| Ineos Grenadiers \| + 18" \| \| \| 5è \| Peio Bilbao López de Armentia \| Bahrain Victorious \| + 19" \| \| \| 6è \| Jonas Vingegaard \| Jumbo-Visma \| + 19" \| \| \| 7è \| Ion Izagirre Insausti \| Cofidis \| + 20" \| \| \| 8è \| Daniel Martínez Poveda \| Ineos Grenadiers \| + 21" \| \| \| 9è \| Pierre Latour \| TotalEnergies \| + 25" \| \| \| 10è \| Julian Alaphilippe \| Quick-Step Alpha Vinyl \| + 28" \| \| |                               |                        |            |
| |                               |                        |            |
| Font: ProCyclingStats |                               |                        |            |
| Classificació general |                               |                        |            |
| Corredor | Corredor                      | Equip                  | Temps      |
| 1r | Primož Roglič                 | Jumbo-Visma            | 9h 49' 47" |
| 2n | Remco Evenepoel               | Quick-Step Alpha Vinyl | + 5"       |
| 3r | Aleksandr Vlàssov             | Bora-Hansgrohe         | + 14"      |
| 4t | Adam Yates                    | Ineos Grenadiers       | + 18"      |
| 5è | Peio Bilbao López de Armentia | Bahrain Victorious     | + 19"      |
| 6è | Jonas Vingegaard              | Jumbo-Visma            | + 19"      |
| 7è | Ion Izagirre Insausti         | Cofidis                | + 20"      |
| 8è | Daniel Martínez Poveda        | Ineos Grenadiers       | + 21"      |
| 9è | Pierre Latour                 | TotalEnergies          | + 25"      |
| 10è | Julian Alaphilippe            | Quick-Step Alpha Vinyl | + 28"      |

### Etapa 4
Vitòria - Zamudio. 7 d'abril de 2022. 185,6 km
| \| Classificació de l'etapa \| Classificació de l'etapa \| Classificació de l'etapa \| Classificació de l'etapa \| Classificació de l'etapa \| \| Corredor \| Corredor \| Equip \| Temps \| \| \| ------------------------ \| ----------------------------- \| ------------------------ \| ------------------------ \| ------------------------ \| \| 1r \| Daniel Martínez Poveda \| Ineos Grenadiers \| 4h 15' 23" \| \| \| 2n \| Julian Alaphilippe \| Quick-Step Alpha Vinyl \| + 0" \| \| \| 3r \| Diego Ulissi \| UAE Team Emirates \| + 0" \| \| \| 4t \| Primož Roglič \| Jumbo-Visma \| + 0" \| \| \| 5è \| Peio Bilbao López de Armentia \| Bahrain Victorious \| + 0" \| \| \| 6è \| Orluis Aular Sanabria \| Caja Rural-Seguros RGA \| + 0" \| \| \| 7è \| Ruben Guerreiro \| EF Education-EasyPost \| + 0" \| \| \| 8è \| Rudy Molard \| Groupama-FDJ \| + 0" \| \| \| 9è \| Aleksandr Vlàssov \| Bora-Hansgrohe \| + 0" \| \| \| 10è \| Gianluca Brambilla \| Trek-Segafredo \| + 0" \| \| |                               |                        |            |
| |                               |                        |            |
| Font: ProCyclingStats |                               |                        |            |
| Classificació de l'etapa |                               |                        |            |
| Corredor | Corredor                      | Equip                  | Temps      |
| 1r | Daniel Martínez Poveda        | Ineos Grenadiers       | 4h 15' 23" |
| 2n | Julian Alaphilippe            | Quick-Step Alpha Vinyl | + 0"       |
| 3r | Diego Ulissi                  | UAE Team Emirates      | + 0"       |
| 4t | Primož Roglič                 | Jumbo-Visma            | + 0"       |
| 5è | Peio Bilbao López de Armentia | Bahrain Victorious     | + 0"       |
| 6è | Orluis Aular Sanabria         | Caja Rural-Seguros RGA | + 0"       |
| 7è | Ruben Guerreiro               | EF Education-EasyPost  | + 0"       |
| 8è | Rudy Molard                   | Groupama-FDJ           | + 0"       |
| 9è | Aleksandr Vlàssov             | Bora-Hansgrohe         | + 0"       |
| 10è | Gianluca Brambilla            | Trek-Segafredo         | + 0"       |

| \| Classificació general \| Classificació general \| Classificació general \| Classificació general \| Classificació general \| \| Corredor \| Corredor \| Equip \| Temps \| \| \| --------------------- \| ----------------------------- \| ---------------------- \| --------------------- \| --------------------- \| \| 1r \| Primož Roglič \| Jumbo-Visma \| 14h 05' 10" \| \| \| 2n \| Remco Evenepoel \| Quick-Step Alpha Vinyl \| + 5" \| \| \| 3r \| Daniel Martínez Poveda \| Ineos Grenadiers \| + 11" \| \| \| 4t \| Aleksandr Vlàssov \| Bora-Hansgrohe \| + 14" \| \| \| 5è \| Adam Yates \| Ineos Grenadiers \| + 18" \| \| \| 6è \| Peio Bilbao López de Armentia \| Bahrain Victorious \| + 19" \| \| \| 7è \| Jonas Vingegaard \| Jumbo-Visma \| + 19" \| \| \| 8è \| Ion Izagirre Insausti \| Cofidis \| + 20" \| \| \| 9è \| Julian Alaphilippe \| Quick-Step Alpha Vinyl \| + 22" \| \| \| 10è \| David Gaudu \| Groupama-FDJ \| + 32" \| \| |                               |                        |             |
| |                               |                        |             |
| Font: ProCyclingStats |                               |                        |             |
| Classificació general |                               |                        |             |
| Corredor | Corredor                      | Equip                  | Temps       |
| 1r | Primož Roglič                 | Jumbo-Visma            | 14h 05' 10" |
| 2n | Remco Evenepoel               | Quick-Step Alpha Vinyl | + 5"        |
| 3r | Daniel Martínez Poveda        | Ineos Grenadiers       | + 11"       |
| 4t | Aleksandr Vlàssov             | Bora-Hansgrohe         | + 14"       |
| 5è | Adam Yates                    | Ineos Grenadiers       | + 18"       |
| 6è | Peio Bilbao López de Armentia | Bahrain Victorious     | + 19"       |
| 7è | Jonas Vingegaard              | Jumbo-Visma            | + 19"       |
| 8è | Ion Izagirre Insausti         | Cofidis                | + 20"       |
| 9è | Julian Alaphilippe            | Quick-Step Alpha Vinyl | + 22"       |
| 10è | David Gaudu                   | Groupama-FDJ           | + 32"       |

### Etapa 5
Zamudio - Mallabia. 8 d'abril de 2022. 163,7 km
| \| Classificació de l'etapa \| Classificació de l'etapa \| Classificació de l'etapa \| Classificació de l'etapa \| Classificació de l'etapa \| \| Corredor \| Corredor \| Equip \| Temps \| \| \| ------------------------ \| ----------------------------- \| ------------------------ \| ------------------------ \| ------------------------ \| \| 1r \| Carlos Rodríguez Cano \| Ineos Grenadiers \| 4h 07' 09" \| \| \| 2n \| Daniel Martínez Poveda \| Ineos Grenadiers \| + 7" \| \| \| 3r \| Remco Evenepoel \| Quick-Step Alpha Vinyl \| + 9" \| \| \| 4t \| Ion Izagirre Insausti \| Cofidis \| + 11" \| \| \| 5è \| Enric Mas Nicolau \| Movistar Team \| + 11" \| \| \| 6è \| Peio Bilbao López de Armentia \| Bahrain Victorious \| + 13" \| \| \| 7è \| Aleksandr Vlàssov \| Bora-Hansgrohe \| + 18" \| \| \| 8è \| Jonas Vingegaard \| Jumbo-Visma \| + 20" \| \| \| 9è \| Marc Soler i Giménez \| UAE Team Emirates \| + 38" \| \| \| 10è \| Fernando Barceló Aragón \| Caja Rural-Seguros RGA \| + 1' 07" \| \| |                               |                        |            |
| |                               |                        |            |
| Font: ProCyclingStats |                               |                        |            |
| Classificació de l'etapa |                               |                        |            |
| Corredor | Corredor                      | Equip                  | Temps      |
| 1r | Carlos Rodríguez Cano         | Ineos Grenadiers       | 4h 07' 09" |
| 2n | Daniel Martínez Poveda        | Ineos Grenadiers       | + 7"       |
| 3r | Remco Evenepoel               | Quick-Step Alpha Vinyl | + 9"       |
| 4t | Ion Izagirre Insausti         | Cofidis                | + 11"      |
| 5è | Enric Mas Nicolau             | Movistar Team          | + 11"      |
| 6è | Peio Bilbao López de Armentia | Bahrain Victorious     | + 13"      |
| 7è | Aleksandr Vlàssov             | Bora-Hansgrohe         | + 18"      |
| 8è | Jonas Vingegaard              | Jumbo-Visma            | + 20"      |
| 9è | Marc Soler i Giménez          | UAE Team Emirates      | + 38"      |
| 10è | Fernando Barceló Aragón       | Caja Rural-Seguros RGA | + 1' 07"   |

| \| Classificació general \| Classificació general \| Classificació general \| Classificació general \| Classificació general \| \| Corredor \| Corredor \| Equip \| Temps \| \| \| --------------------- \| ----------------------------- \| ---------------------- \| --------------------- \| --------------------- \| \| 1r \| Remco Evenepoel \| Quick-Step Alpha Vinyl \| 18h 12' 29" \| \| \| 2n \| Daniel Martínez Poveda \| Ineos Grenadiers \| + 2" \| \| \| 3r \| Ion Izagirre Insausti \| Cofidis \| + 21" \| \| \| 4t \| Aleksandr Vlàssov \| Bora-Hansgrohe \| + 22" \| \| \| 5è \| Peio Bilbao López de Armentia \| Bahrain Victorious \| + 22" \| \| \| 6è \| Jonas Vingegaard \| Jumbo-Visma \| + 29" \| \| \| 7è \| Enric Mas Nicolau \| Movistar Team \| + 37" \| \| \| 8è \| Primož Roglič \| Jumbo-Visma \| + 1' 05" \| \| \| 9è \| Adam Yates \| Ineos Grenadiers \| + 1' 15" \| \| \| 10è \| Marc Soler i Giménez \| UAE Team Emirates \| + 1' 30" \| \| |                               |                        |             |
| |                               |                        |             |
| Font: ProCyclingStats |                               |                        |             |
| Classificació general |                               |                        |             |
| Corredor | Corredor                      | Equip                  | Temps       |
| 1r | Remco Evenepoel               | Quick-Step Alpha Vinyl | 18h 12' 29" |
| 2n | Daniel Martínez Poveda        | Ineos Grenadiers       | + 2"        |
| 3r | Ion Izagirre Insausti         | Cofidis                | + 21"       |
| 4t | Aleksandr Vlàssov             | Bora-Hansgrohe         | + 22"       |
| 5è | Peio Bilbao López de Armentia | Bahrain Victorious     | + 22"       |
| 6è | Jonas Vingegaard              | Jumbo-Visma            | + 29"       |
| 7è | Enric Mas Nicolau             | Movistar Team          | + 37"       |
| 8è | Primož Roglič                 | Jumbo-Visma            | + 1' 05"    |
| 9è | Adam Yates                    | Ineos Grenadiers       | + 1' 15"    |
| 10è | Marc Soler i Giménez          | UAE Team Emirates      | + 1' 30"    |

### Etapa 6
Eibar - Arrate. 9 d'abril de 2022. 135,6 km
| \| Classificació de l'etapa \| Classificació de l'etapa \| Classificació de l'etapa \| Classificació de l'etapa \| Classificació de l'etapa \| \| Corredor \| Corredor \| Equip \| Temps \| \| \| ------------------------ \| ----------------------------- \| ------------------------ \| ------------------------ \| ------------------------ \| \| 1r \| Ion Izagirre Insausti \| Cofidis \| 3h 47' 07" \| \| \| 2n \| Aleksandr Vlàssov \| Bora-Hansgrohe \| + 0" \| \| \| 3r \| Marc Soler i Giménez \| UAE Team Emirates \| + 0" \| \| \| 4t \| Daniel Martínez Poveda \| Ineos Grenadiers \| + 0" \| \| \| 5è \| Jonas Vingegaard \| Jumbo-Visma \| + 3" \| \| \| 6è \| Peio Bilbao López de Armentia \| Bahrain Victorious \| + 13" \| \| \| 7è \| Remco Evenepoel \| Quick-Step Alpha Vinyl \| + 24" \| \| \| 8è \| Juan Pedro López \| Trek-Segafredo \| + 52" \| \| \| 9è \| Davide Formolo \| UAE Team Emirates \| + 1' 29" \| \| \| 10è \| Felix Gall \| AG2R Citroën Team \| + 1' 41" \| \| |                               |                        |            |
| |                               |                        |            |
| Font: ProCyclingStats |                               |                        |            |
| Classificació de l'etapa |                               |                        |            |
| Corredor | Corredor                      | Equip                  | Temps      |
| 1r | Ion Izagirre Insausti         | Cofidis                | 3h 47' 07" |
| 2n | Aleksandr Vlàssov             | Bora-Hansgrohe         | + 0"       |
| 3r | Marc Soler i Giménez          | UAE Team Emirates      | + 0"       |
| 4t | Daniel Martínez Poveda        | Ineos Grenadiers       | + 0"       |
| 5è | Jonas Vingegaard              | Jumbo-Visma            | + 3"       |
| 6è | Peio Bilbao López de Armentia | Bahrain Victorious     | + 13"      |
| 7è | Remco Evenepoel               | Quick-Step Alpha Vinyl | + 24"      |
| 8è | Juan Pedro López              | Trek-Segafredo         | + 52"      |
| 9è | Davide Formolo                | UAE Team Emirates      | + 1' 29"   |
| 10è | Felix Gall                    | AG2R Citroën Team      | + 1' 41"   |

## Classificacions finals

### Classificació general
| \| Classificació general \| Classificació general \| Classificació general \| Classificació general \| Classificació general \| \| Corredor \| Corredor \| Equip \| Temps \| \| \| --------------------- \| ----------------------------- \| ---------------------- \| --------------------- \| --------------------- \| \| 1r \| Daniel Martínez Poveda \| Ineos Grenadiers \| 21h 59' 36" \| \| \| 2n \| Ion Izagirre Insausti \| Cofidis \| + 11" \| \| \| 3r \| Aleksandr Vlàssov \| Bora-Hansgrohe \| + 16" \| \| \| 4t \| Remco Evenepoel \| Quick-Step Alpha Vinyl \| + 21" \| \| \| 5è \| Peio Bilbao López de Armentia \| Bahrain Victorious \| + 32" \| \| \| 6è \| Jonas Vingegaard \| Jumbo-Visma \| + 32" \| \| \| 7è \| Marc Soler i Giménez \| UAE Team Emirates \| + 1' 26" \| \| \| 8è \| Primož Roglič \| Jumbo-Visma \| + 3' 18" \| \| \| 9è \| Enric Mas Nicolau \| Movistar Team \| + 3' 55" \| \| \| 10è \| Rigoberto Urán \| EF Education-EasyPost \| + 5' 03" \| \| \| 11è \| Juan Pedro López \| Trek-Segafredo \| + 5' 24" \| \| \| 12è \| Felix Gall \| AG2R Citroën Team \| + 5' 58" \| \| \| 13è \| Michael Woods \| Israel-Premier Tech \| + 7' 16" \| \| \| 14è \| Diego Ulissi \| UAE Team Emirates \| + 7' 25" \| \| \| 15è \| Gianluca Brambilla \| Trek-Segafredo \| + 8' 02" \| \| \| 16è \| Steff Cras \| Lotto-Soudal \| + 8' 32" \| \| \| 17è \| Jonathan Lastra Martínez \| Caja Rural-Seguros RGA \| + 8' 43" \| \| \| 18è \| David Gaudu \| Groupama-FDJ \| + 8' 49" \| \| \| 19è \| Sébastien Reichenbach \| Groupama-FDJ \| + 8' 51" \| \| \| 20è \| Ruben Guerreiro \| EF Education-EasyPost \| + 12' 18" \| \| \| 21è \| Mikel Bizkarra Etxegibel \| Euskaltel-Euskadi \| + 13' 08" \| \| \| 22è \| Ben Tulett \| Ineos Grenadiers \| + 13' 25" \| \| \| 23è \| Daniel Navarro García \| Burgos-BH \| + 14' 07" \| \| \| 24è \| Julian Alaphilippe \| Quick-Step Alpha Vinyl \| + 14' 08" \| \| \| 25è \| Alexis Vuillermoz \| TotalEnergies \| + 14' 21" \| \| |                               |                        |             |
| |                               |                        |             |
| Font: ProCyclingStats |                               |                        |             |
| Classificació general |                               |                        |             |
| Corredor | Corredor                      | Equip                  | Temps       |
| 1r | Daniel Martínez Poveda        | Ineos Grenadiers       | 21h 59' 36" |
| 2n | Ion Izagirre Insausti         | Cofidis                | + 11"       |
| 3r | Aleksandr Vlàssov             | Bora-Hansgrohe         | + 16"       |
| 4t | Remco Evenepoel               | Quick-Step Alpha Vinyl | + 21"       |
| 5è | Peio Bilbao López de Armentia | Bahrain Victorious     | + 32"       |
| 6è | Jonas Vingegaard              | Jumbo-Visma            | + 32"       |
| 7è | Marc Soler i Giménez          | UAE Team Emirates      | + 1' 26"    |
| 8è | Primož Roglič                 | Jumbo-Visma            | + 3' 18"    |
| 9è | Enric Mas Nicolau             | Movistar Team          | + 3' 55"    |
| 10è | Rigoberto Urán                | EF Education-EasyPost  | + 5' 03"    |
| 11è | Juan Pedro López              | Trek-Segafredo         | + 5' 24"    |
| 12è | Felix Gall                    | AG2R Citroën Team      | + 5' 58"    |
| 13è | Michael Woods                 | Israel-Premier Tech    | + 7' 16"    |
| 14è | Diego Ulissi                  | UAE Team Emirates      | + 7' 25"    |
| 15è | Gianluca Brambilla            | Trek-Segafredo         | + 8' 02"    |
| 16è | Steff Cras                    | Lotto-Soudal           | + 8' 32"    |
| 17è | Jonathan Lastra Martínez      | Caja Rural-Seguros RGA | + 8' 43"    |
| 18è | David Gaudu                   | Groupama-FDJ           | + 8' 49"    |
| 19è | Sébastien Reichenbach         | Groupama-FDJ           | + 8' 51"    |
| 20è | Ruben Guerreiro               | EF Education-EasyPost  | + 12' 18"   |
| 21è | Mikel Bizkarra Etxegibel      | Euskaltel-Euskadi      | + 13' 08"   |
| 22è | Ben Tulett                    | Ineos Grenadiers       | + 13' 25"   |
| 23è | Daniel Navarro García         | Burgos-BH              | + 14' 07"   |
| 24è | Julian Alaphilippe            | Quick-Step Alpha Vinyl | + 14' 08"   |
| 25è | Alexis Vuillermoz             | TotalEnergies          | + 14' 21"   |

### Classificacions secundàries
| Classificació de la muntanya | Classificació de la muntanya | Classificació de la muntanya | Classificació de la muntanya | Classificació de la muntanya |
| Corredor                     | Corredor                     | Equip                        | Punts                        |                              |
| ---------------------------- | ---------------------------- | ---------------------------- | ---------------------------- | ---------------------------- |
| 1r                           | Cristián Rodríguez Martín    | TotalEnergies                | 40 pts                       |                              |
| 2n                           | Davide Formolo               | UAE Team Emirates            | 38 pts                       |                              |
| 3r                           | Jonas Vingegaard             | Jumbo-Visma                  | 17 pts                       |                              |
| 4t                           | Daniel Martínez Poveda       | Ineos Grenadiers             | 12 pts                       |                              |
| 5è                           | Ibon Ruiz                    | Equipo Kern Pharma           | 12 pts                       |                              |
| 6è                           | Marc Soler i Giménez         | UAE Team Emirates            | 12 pts                       |                              |
| 7è                           | Carlos Rodríguez Cano        | Ineos Grenadiers             | 10 pts                       |                              |
| 8è                           | Geraint Thomas               | Ineos Grenadiers             | 10 pts                       |                              |
| 9è                           | Tony Gallopin                | Trek-Segafredo               | 10 pts                       |                              |
| 10è                          | Ion Izagirre Insausti        | Cofidis                      | 9 pts                        |                              |

| Classificació de la muntanya | Classificació de la muntanya | Classificació de la muntanya | Classificació de la muntanya | Classificació de la muntanya |
| Corredor                     | Corredor                     | Equip                        | Punts                        |                              |
| ---------------------------- | ---------------------------- | ---------------------------- | ---------------------------- | ---------------------------- |
| 1r                           | Cristián Rodríguez Martín    | TotalEnergies                | 40 pts                       |                              |
| 2n                           | Davide Formolo               | UAE Team Emirates            | 38 pts                       |                              |
| 3r                           | Jonas Vingegaard             | Jumbo-Visma                  | 17 pts                       |                              |
| 4t                           | Daniel Martínez Poveda       | Ineos Grenadiers             | 12 pts                       |                              |
| 5è                           | Ibon Ruiz                    | Equipo Kern Pharma           | 12 pts                       |                              |
| 6è                           | Marc Soler i Giménez         | UAE Team Emirates            | 12 pts                       |                              |
| 7è                           | Carlos Rodríguez Cano        | Ineos Grenadiers             | 10 pts                       |                              |
| 8è                           | Geraint Thomas               | Ineos Grenadiers             | 10 pts                       |                              |
| 9è                           | Tony Gallopin                | Trek-Segafredo               | 10 pts                       |                              |
| 10è                          | Ion Izagirre Insausti        | Cofidis                      | 9 pts                        |                              |

| Classificació per punts | Classificació per punts       | Classificació per punts | Classificació per punts | Classificació per punts |
| Corredor                | Corredor                      | Equip                   | Punts                   |                         |
| ----------------------- | ----------------------------- | ----------------------- | ----------------------- | ----------------------- |
| 1r                      | Daniel Martínez Poveda        | Ineos Grenadiers        | 74 pts                  |                         |
| 2n                      | Julian Alaphilippe            | Quick-Step Alpha Vinyl  | 65 pts                  |                         |
| 3r                      | Remco Evenepoel               | Quick-Step Alpha Vinyl  | 65 pts                  |                         |
| 4t                      | Aleksandr Vlàssov             | Bora-Hansgrohe          | 62 pts                  |                         |
| 5è                      | Peio Bilbao López de Armentia | Bahrain Victorious      | 61 pts                  |                         |
| 6è                      | Ion Izagirre Insausti         | Cofidis                 | 57 pts                  |                         |
| 7è                      | Primož Roglič                 | Jumbo-Visma             | 56 pts                  |                         |
| 8è                      | Marc Soler i Giménez          | UAE Team Emirates       | 45 pts                  |                         |
| 9è                      | Jonas Vingegaard              | Jumbo-Visma             | 38 pts                  |                         |
| 10è                     | Carlos Rodríguez Cano         | Ineos Grenadiers        | 37 pts                  |                         |

| Classificació per punts | Classificació per punts       | Classificació per punts | Classificació per punts | Classificació per punts |
| Corredor                | Corredor                      | Equip                   | Punts                   |                         |
| ----------------------- | ----------------------------- | ----------------------- | ----------------------- | ----------------------- |
| 1r                      | Daniel Martínez Poveda        | Ineos Grenadiers        | 74 pts                  |                         |
| 2n                      | Julian Alaphilippe            | Quick-Step Alpha Vinyl  | 65 pts                  |                         |
| 3r                      | Remco Evenepoel               | Quick-Step Alpha Vinyl  | 65 pts                  |                         |
| 4t                      | Aleksandr Vlàssov             | Bora-Hansgrohe          | 62 pts                  |                         |
| 5è                      | Peio Bilbao López de Armentia | Bahrain Victorious      | 61 pts                  |                         |
| 6è                      | Ion Izagirre Insausti         | Cofidis                 | 57 pts                  |                         |
| 7è                      | Primož Roglič                 | Jumbo-Visma             | 56 pts                  |                         |
| 8è                      | Marc Soler i Giménez          | UAE Team Emirates       | 45 pts                  |                         |
| 9è                      | Jonas Vingegaard              | Jumbo-Visma             | 38 pts                  |                         |
| 10è                     | Carlos Rodríguez Cano         | Ineos Grenadiers        | 37 pts                  |                         |

| Classificació del millor jove | Classificació del millor jove | Classificació del millor jove | Classificació del millor jove | Classificació del millor jove |
| Corredor                      | Corredor                      | Equip                         | Temps                         |                               |
| ----------------------------- | ----------------------------- | ----------------------------- | ----------------------------- | ----------------------------- |
| 1r                            | Remco Evenepoel               | Quick-Step Alpha Vinyl        | 21h 59' 57"                   |                               |
| 2n                            | Juan Pedro López              | Trek-Segafredo                | + 5' 03"                      |                               |
| 3r                            | Felix Gall                    | AG2R Citroën Team             | + 5' 37"                      |                               |
| 4t                            | Ben Tulett                    | Ineos Grenadiers              | + 13' 04"                     |                               |
| 5è                            | Carlos Rodríguez Cano         | Ineos Grenadiers              | + 14' 41"                     |                               |
| 6è                            | Andreas Leknessund            | Team DSM                      | + 16' 17"                     |                               |
| 7è                            | Igor Arrieta                  | Equipo Kern Pharma            | + 23' 38"                     |                               |
| 8è                            | Gino Mäder                    | Bahrain Victorious            | + 29' 21"                     |                               |
| 9è                            | Mauri Vansevenant             | Quick-Step Alpha Vinyl        | + 36' 33"                     |                               |
| 10è                           | Ibon Ruiz                     | Equipo Kern Pharma            | + 51' 00"                     |                               |

| Classificació del millor jove | Classificació del millor jove | Classificació del millor jove | Classificació del millor jove | Classificació del millor jove |
| Corredor                      | Corredor                      | Equip                         | Temps                         |                               |
| ----------------------------- | ----------------------------- | ----------------------------- | ----------------------------- | ----------------------------- |
| 1r                            | Remco Evenepoel               | Quick-Step Alpha Vinyl        | 21h 59' 57"                   |                               |
| 2n                            | Juan Pedro López              | Trek-Segafredo                | + 5' 03"                      |                               |
| 3r                            | Felix Gall                    | AG2R Citroën Team             | + 5' 37"                      |                               |
| 4t                            | Ben Tulett                    | Ineos Grenadiers              | + 13' 04"                     |                               |
| 5è                            | Carlos Rodríguez Cano         | Ineos Grenadiers              | + 14' 41"                     |                               |
| 6è                            | Andreas Leknessund            | Team DSM                      | + 16' 17"                     |                               |
| 7è                            | Igor Arrieta                  | Equipo Kern Pharma            | + 23' 38"                     |                               |
| 8è                            | Gino Mäder                    | Bahrain Victorious            | + 29' 21"                     |                               |
| 9è                            | Mauri Vansevenant             | Quick-Step Alpha Vinyl        | + 36' 33"                     |                               |
| 10è                           | Ibon Ruiz                     | Equipo Kern Pharma            | + 51' 00"                     |                               |

| Classificació per equips | Classificació per equips | Classificació per equips | Classificació per equips |
| Equip                    | Equip                    | Temps                    |                          |
| ------------------------ | ------------------------ | ------------------------ | ------------------------ |
| 1r                       | Ineos Grenadiers         | 66h 20' 44"              |                          |
| 2n                       | UAE Team Emirates        | + 1' 16"                 |                          |
| 3r                       | Jumbo-Visma              | + 11' 25"                |                          |
| 4t                       | Bahrain Victorious       | + 11' 47"                |                          |
| 5è                       | Movistar Team            | + 13' 35"                |                          |
| 6è                       | Groupama-FDJ             | + 18' 16"                |                          |
| 7è                       | Trek-Segafredo           | + 22' 09"                |                          |
| 8è                       | Quick-Step Alpha Vinyl   | + 29' 24"                |                          |
| 9è                       | Cofidis                  | + 31' 30"                |                          |
| 10è                      | Caja Rural-Seguros RGA   | + 32' 47"                |                          |

| Classificació per equips | Classificació per equips | Classificació per equips | Classificació per equips |
| Equip                    | Equip                    | Temps                    |                          |
| ------------------------ | ------------------------ | ------------------------ | ------------------------ |
| 1r                       | Ineos Grenadiers         | 66h 20' 44"              |                          |
| 2n                       | UAE Team Emirates        | + 1' 16"                 |                          |
| 3r                       | Jumbo-Visma              | + 11' 25"                |                          |
| 4t                       | Bahrain Victorious       | + 11' 47"                |                          |
| 5è                       | Movistar Team            | + 13' 35"                |                          |
| 6è                       | Groupama-FDJ             | + 18' 16"                |                          |
| 7è                       | Trek-Segafredo           | + 22' 09"                |                          |
| 8è                       | Quick-Step Alpha Vinyl   | + 29' 24"                |                          |
| 9è                       | Cofidis                  | + 31' 30"                |                          |
| 10è                      | Caja Rural-Seguros RGA   | + 32' 47"                |                          |

## Evolució de les classificacions
| Etapa                  | Vencedor               | Classificació general | Classificació per punts | Classificació de la muntanya | Classificació dels joves | Classificació per equips |
| ---------------------- | ---------------------- | --------------------- | ----------------------- | ---------------------------- | ------------------------ | ------------------------ |
| 1                      | Primož Roglič          | Primož Roglič         | Primož Roglič           | Remco Evenepoel              | Remco Evenepoel          | Quick-Step Alpha Vinyl   |
| 2                      | Julian Alaphilippe     | Primož Roglič         | Primož Roglič           | Ibon Ruiz                    | Remco Evenepoel          | Quick-Step Alpha Vinyl   |
| 3                      | Pello Bilbao           | Primož Roglič         | Julian Alaphilippe      | Cristian Rodríguez           | Remco Evenepoel          | Team Jumbo-Visma         |
| 4                      | Daniel Martínez        | Primož Roglič         | Julian Alaphilippe      | Cristian Rodríguez           | Remco Evenepoel          | Ineos Grenadiers         |
| 5                      | Carlos Rodríguez       | Remco Evenepoel       | Julian Alaphilippe      | Cristian Rodríguez           | Remco Evenepoel          | Ineos Grenadiers         |
| 6                      | Ion Izagirre           | Daniel Martínez       | Daniel Martínez         | Cristian Rodríguez           | Remco Evenepoel          | Ineos Grenadiers         |
| Classificacions finals | Classificacions finals | Daniel Martínez       | Daniel Martínez         | Cristian Rodríguez           | Remco Evenepoel          | Ineos Grenadiers         |

## Llista de participants
| Jumbo-Visma TJV | Jumbo-Visma TJV        | Jumbo-Visma TJV |
| --------------- | ---------------------- | --------------- |
| Núm             | Ciclista               | Pos             |
| 1               | Primož Roglič (SLO)    | 8è              |
| 2               | Gijs Leemreize (NED)   | 53è             |
| 3               | Chris Harper (AUS)     | DNF-5           |
| 4               | Sepp Kuss (USA)        | FC-6            |
| 5               | Pascal Eenkhoorn (NED) | FC-6            |
| 6               | Milan Vader (NED)      | DNF-6           |
| 7               | Jonas Vingegaard (DEN) | 6è              |

| Bahrain Victorious TBV | Bahrain Victorious TBV              | Bahrain Victorious TBV |
| ---------------------- | ----------------------------------- | ---------------------- |
| Núm                    | Ciclista                            | Pos                    |
| 11                     | Peio Bilbao López de Armentia (ESP) | 5è                     |
| 12                     | Yukiya Arashiro (JPN)               | FC-6                   |
| 13                     | Gino Mäder (SUI)                    | 40è                    |
| 14                     | Domen Novak (SLO)                   | 43è                    |
| 15                     | Luis León Sánchez Gil (ESP)         | DNF-6                  |
| 16                     | Hermann Pernsteiner (AUT)           | 44è                    |
| 17                     | Edoardo Zambanini (ITA)             | FC-6                   |

| UAE Team Emirates UAD | UAE Team Emirates UAD      | UAE Team Emirates UAD |
| --------------------- | -------------------------- | --------------------- |
| Núm                   | Ciclista                   | Pos                   |
| 21                    | Alessandro Covi (ITA)      | DNF-6                 |
| 22                    | George Bennett (NZL)       | NP-3                  |
| 23                    | Jan Polanc (SLO)           | DNF-6                 |
| 24                    | Davide Formolo (ITA)       | 38è                   |
| 25                    | Rafał Majka (POL)          | 35è                   |
| 26                    | Diego Ulissi (ITA)         | 14è                   |
| 27                    | Marc Soler i Giménez (ESP) | 7è                    |

| Astana Qazaqstan Team AST | Astana Qazaqstan Team AST   | Astana Qazaqstan Team AST |
| ------------------------- | --------------------------- | ------------------------- |
| Núm                       | Ciclista                    | Pos                       |
| 31                        | Stefan de Bod (RSA)         | FC-6                      |
| 32                        | Sebastián Henao Gómez (COL) | 33è                       |
| 33                        | Yuriy Natarov (KAZ)         | DNF-6                     |
| 34                        | Antonio Nibali (ITA)        | DNF-6                     |
| 35                        | Aliaksandr Rabuixenka (BLR) | DNF-5                     |
| 36                        | Javier Romo (ESP)           | DNF-2                     |
| 37                        | Andrei Zeits (KAZ)          | FC-6                      |

| Quick-Step Alpha Vinyl QST | Quick-Step Alpha Vinyl QST      | Quick-Step Alpha Vinyl QST |
| -------------------------- | ------------------------------- | -------------------------- |
| Núm                        | Ciclista                        | Pos                        |
| 41                         | Julian Alaphilippe (FRA) (ruta) | 24è                        |
| 42                         | Rémi Cavagna (FRA) (ruta)       | DNF-6                      |
| 43                         | Dries Devenyns (BEL)            | DNF-6                      |
| 44                         | Remco Evenepoel (BEL)           | 24è                        |
| 45                         | James Knox (GBR)                | DNF-6                      |
| 46                         | Mauri Vansevenant (BEL)         | 46è                        |

| Movistar Team MOV | Movistar Team MOV                  | Movistar Team MOV |
| ----------------- | ---------------------------------- | ----------------- |
| Núm               | Ciclista                           | Pos               |
| 51                | Enric Mas Nicolau (ESP)            | 9è                |
| 52                | Gorka Izagirre Insausti (ESP)      | 30è               |
| 53                | Gregor Mühlberger (AUT)            | 45è               |
| 54                | Nélson Oliveira (POR)              | DNF-6             |
| 55                | Antonio Pedrero López (ESP)        | FC-6              |
| 56                | Óscar Rodríguez Garaicoechea (ESP) | 47è               |
| 57                | Sergio Samitier (ESP)              | 54è               |

| Ineos Grenadiers IGD | Ineos Grenadiers IGD                 | Ineos Grenadiers IGD |
| -------------------- | ------------------------------------ | -------------------- |
| Núm                  | Ciclista                             | Pos                  |
| 61                   | Omar Fraile Matarranz (ESP) (ruta)   | FC-6                 |
| 62                   | Tao Geoghegan Hart (GBR)             | 29è                  |
| 63                   | Daniel Martínez Poveda (COL) (crono) | 1r                   |
| 64                   | Carlos Rodríguez Cano (ESP)          | 26è                  |
| 65                   | Geraint Thomas (GBR)                 | 39è                  |
| 66                   | Ben Tulett (GBR)                     | 22è                  |
| 67                   | Adam Yates (GBR)                     | DNF-6                |

| Cofidis COF | Cofidis COF                         | Cofidis COF |
| ----------- | ----------------------------------- | ----------- |
| Núm         | Ciclista                            | Pos         |
| 71          | Ion Izagirre Insausti (ESP) (crono) | 2n          |
| 72          | André Carvalho (POR)                | DNF-5       |
| 73          | Rubén Fernández Andújar (ESP)       | FC-6        |
| 74          | Simon Geschke (GER)                 | 27è         |
| 75          | José Herrada López (ESP)            | FC-6        |
| 76          | Victor Lafay (FRA)                  | DNF-6       |
| 77          | Thomas Champion (FRA)               | FC-6        |

| Bora-Hansgrohe BOH | Bora-Hansgrohe BOH                 | Bora-Hansgrohe BOH |
| ------------------ | ---------------------------------- | ------------------ |
| Núm                | Ciclista                           | Pos                |
| 81                 | Emanuel Buchmann (GER)             | DNF-6              |
| 82                 | Felix Großschartner (AUT)          | FC-6               |
| 83                 | Sergio Higuita García (COL) (ruta) | DNF-5              |
| 84                 | Lennard Kämna (GER)                | DNF-6              |
| 86                 | Aleksandr Vlàssov (RUS) (crono)    | 3r                 |
| 87                 | Frederik Wandahl (DEN)             | FC-6               |

| BikeExchange-Jayco BEX | BikeExchange-Jayco BEX | BikeExchange-Jayco BEX |
| ---------------------- | ---------------------- | ---------------------- |
| Núm                    | Ciclista               | Pos                    |
| 91                     | Lucas Hamilton (AUS)   | DNF-5                  |
| 92                     | Tsgabu Grmay (ETH)     | DNF-6                  |
| 93                     | David Peña (COL)       | DNF-3                  |
| 94                     | Tanel Kangert (EST)    | DNF-6                  |
| 95                     | Jack Bauer (NZL)       | FC-6                   |
| 96                     | Nick Schultz (AUS)     | DNF-6                  |
| 97                     | Jan Maas (NED)         | DNF-5                  |

| TotalEnergies TEN | TotalEnergies TEN               | TotalEnergies TEN |
| ----------------- | ------------------------------- | ----------------- |
| Núm               | Ciclista                        | Pos               |
| 101               | Jérémy Cabot (FRA)              | 52è               |
| 102               | Fabien Doubey (FRA)             | 49è               |
| 103               | Fabien Grellier (FRA)           | FC-6              |
| 104               | Alan Jousseaume (FRA)           | DNF-6             |
| 105               | Pierre Latour (FRA)             | NP-5              |
| 106               | Cristián Rodríguez Martín (ESP) | 41è               |
| 107               | Alexis Vuillermoz (FRA)         | 25è               |

| Intermarché-Wanty-Gobert Matériaux IWG | Intermarché-Wanty-Gobert Matériaux IWG | Intermarché-Wanty-Gobert Matériaux IWG |
| -------------------------------------- | -------------------------------------- | -------------------------------------- |
| Núm                                    | Ciclista                               | Pos                                    |
| 111                                    | Kobe Goossens (BEL)                    | DNF-5                                  |
| 112                                    | Quinten Hermans (BEL)                  | DNF-4                                  |
| 113                                    | Julius Johansen (DEN)                  | NP-3                                   |
| 114                                    | Laurens Huys (BEL)                     | DNF-3                                  |
| 115                                    | Hugo Page (FRA)                        | DNF-3                                  |
| 116                                    | Kévin Van Melsen (BEL)                 | NP-2                                   |
| 117                                    | Théo Delacroix (FRA)                   | DNF-5                                  |

| Team DSM DSM | Team DSM DSM             | Team DSM DSM |
| ------------ | ------------------------ | ------------ |
| Núm          | Ciclista                 | Pos          |
| 121          | Romain Combaud (FRA)     | FC-6         |
| 122          | Mark Donovan (GBR)       | NP-5         |
| 123          | Leon Heinschke (GER)     | DNF-6        |
| 124          | Andreas Leknessund (NOR) | 28è          |
| 125          | Tim Naberman (NED)       | DNF-6        |
| 126          | Florian Stork (GER)      | NP-5         |
| 127          | Martijn Tusveld (NED)    | FC-6         |

| Caja Rural-Seguros RGA CJR | Caja Rural-Seguros RGA CJR     | Caja Rural-Seguros RGA CJR |
| -------------------------- | ------------------------------ | -------------------------- |
| Núm                        | Ciclista                       | Pos                        |
| 131                        | Mikel Nieve Iturralde (ESP)    | NP-6                       |
| 132                        | Jonathan Lastra Martínez (ESP) | 17è                        |
| 133                        | Julen Amézqueta Moreno (ESP)   | NP-5                       |
| 134                        | Orluis Aular Sanabria (VEN)    | FC-6                       |
| 135                        | Fernando Barceló Aragón (ESP)  | 31è                        |
| 136                        | Jefferson Cepeda (ECU)         | DNF-6                      |
| 137                        | Jokin Murguialday (ESP)        | FC-6                       |

| AG2R Citroën Team ACT | AG2R Citroën Team ACT        | AG2R Citroën Team ACT |
| --------------------- | ---------------------------- | --------------------- |
| Núm                   | Ciclista                     | Pos                   |
| 141                   | Clément Champoussin (FRA)    | NP-1                  |
| 142                   | Felix Gall (AUT)             | 12è                   |
| 143                   | Paul Lapeira (FRA)           | DNF-3                 |
| 144                   | Aurélien Paret-Peintre (FRA) | 37è                   |
| 145                   | Valentin Paret-Peintre (FRA) | NP-3                  |
| 146                   | Nicolas Prodhomme (FRA)      | FC-6                  |
| 147                   | Andrea Vendrame (ITA)        | NP-6                  |

| Israel-Premier Tech IPT | Israel-Premier Tech IPT    | Israel-Premier Tech IPT |
| ----------------------- | -------------------------- | ----------------------- |
| Núm                     | Ciclista                   | Pos                     |
| 151                     | Sebastian Berwick (AUS)    | NP-5                    |
| 152                     | Alexander Cataford (CAN)   | DNF-6                   |
| 153                     | Alessandro De Marchi (ITA) | FC-6                    |
| 155                     | Hugo Houle (CAN)           | 50è                     |
| 156                     | James Piccoli (CAN)        | FC-6                    |
| 157                     | Michael Woods (CAN)        | 13è                     |

| Groupama-FDJ GFC | Groupama-FDJ GFC                 | Groupama-FDJ GFC |
| ---------------- | -------------------------------- | ---------------- |
| Núm              | Ciclista                         | Pos              |
| 161              | David Gaudu (FRA)                | 18è              |
| 162              | Bruno Armirail (FRA)             | 36è              |
| 163              | Ignatas Konovalovas (LTU) (ruta) | DNF-4            |
| 164              | Antoine Duchesne (CAN)           | FC-6             |
| 165              | Rudy Molard (FRA)                | 32è              |
| 166              | Sébastien Reichenbach (SUI)      | 19è              |
| 167              | Anthony Roux (FRA)               | FC-6             |

| Burgos-BH BBH | Burgos-BH BBH               | Burgos-BH BBH |
| ------------- | --------------------------- | ------------- |
| Núm           | Ciclista                    | Pos           |
| 171           | Ander Okamika (ESP)         | FC-6          |
| 172           | Daniel Navarro García (ESP) | 23è           |
| 173           | Óscar Cabedo (ESP)          | FC-6          |
| 174           | Victor Langellotti (MON)    | DNF-2         |
| 175           | Ángel Madrazo Ruiz (ESP)    | FC-6          |
| 176           | Pelayo Sánchez Mayo (ESP)   | DNF-6         |
| 177           | Jetse Bol (NED)             | DNF-6         |

| Trek-Segafredo TFS | Trek-Segafredo TFS       | Trek-Segafredo TFS |
| ------------------ | ------------------------ | ------------------ |
| Núm                | Ciclista                 | Pos                |
| 181                | Julien Bernard (FRA)     | FC-6               |
| 182                | Tony Gallopin (FRA)      | 48è                |
| 183                | Gianluca Brambilla (ITA) | 15è                |
| 184                | Kenny Elissonde (FRA)    | FC-6               |
| 185                | Juan Pedro López (ESP)   | 11è                |
| 186                | Simon Pellaud (SUI)      | DNF-5              |
| 187                | Antwan Tolhoek (NED)     | DNF-4              |

| Euskaltel-Euskadi EUS | Euskaltel-Euskadi EUS          | Euskaltel-Euskadi EUS |
| --------------------- | ------------------------------ | --------------------- |
| Núm                   | Ciclista                       | Pos                   |
| 191                   | Xabier Mikel Azparren (ESP)    | FC-6                  |
| 192                   | Ibai Azurmendi (ESP)           | DNF-5                 |
| 193                   | Mikel Bizkarra Etxegibel (ESP) | 21è                   |
| 194                   | Mikel Iturria Segurola (ESP)   | FC-6                  |
| 195                   | Asier Etxeberria (ESP)         | FC-6                  |
| 196                   | Gotzon Martín (ESP)            | 42è                   |
| 197                   | Xabier Isasa (ESP)             | FC-6                  |

| Equipo Kern Pharma EKP | Equipo Kern Pharma EKP               | Equipo Kern Pharma EKP |
| ---------------------- | ------------------------------------ | ---------------------- |
| Núm                    | Ciclista                             | Pos                    |
| 201                    | Héctor Carretero Milla (ESP)         | DNF-5                  |
| 202                    | Roger Adrià Oliveras (ESP)           | DNF-6                  |
| 203                    | Jon Agirre Egaña (ESP)               | DNF-6                  |
| 204                    | Diego López (ESP)                    | FC-6                   |
| 205                    | Daniel Alejandro Méndez Noreña (COL) | DNF-5                  |
| 206                    | Ibon Ruiz (ESP)                      | 51è                    |
| 207                    | Igor Arrieta (ESP)                   | 34è                    |

| EF Education-EasyPost EFE | EF Education-EasyPost EFE     | EF Education-EasyPost EFE |
| ------------------------- | ----------------------------- | ------------------------- |
| Núm                       | Ciclista                      | Pos                       |
| 211                       | Rigoberto Urán (COL)          | 10è                       |
| 212                       | Diego Camargo Pineda (COL)    | FC-6                      |
| 214                       | Ruben Guerreiro (POR)         | 20è                       |
| 215                       | Mark Padun (UKR)              | DNF-3                     |
| 216                       | James Shaw (GBR)              | FC-6                      |
| 217                       | Jonathan Caicedo Cepeda (ECU) | FC-6                      |

| Lotto-Soudal LTS | Lotto-Soudal LTS        | Lotto-Soudal LTS |
| ---------------- | ----------------------- | ---------------- |
| Núm              | Ciclista                | Pos              |
| 221              | Filippo Conca (ITA)     | FC-6             |
| 222              | Steff Cras (BEL)        | 16è              |
| 224              | Sylvain Moniquet (BEL)  | FC-6             |
| 225              | Viktor Verschaeve (BEL) | DNF-5            |
| 226              | Harry Sweeny (AUS)      | DNF-2            |
| 227              | Maxim Van Gils (BEL)    | DNF-3            |

| Jumbo-Visma TJV | Jumbo-Visma TJV        | Jumbo-Visma TJV |
| --------------- | ---------------------- | --------------- |
| Núm             | Ciclista               | Pos             |
| 1               | Primož Roglič (SLO)    | 8è              |
| 2               | Gijs Leemreize (NED)   | 53è             |
| 3               | Chris Harper (AUS)     | DNF-5           |
| 4               | Sepp Kuss (USA)        | FC-6            |
| 5               | Pascal Eenkhoorn (NED) | FC-6            |
| 6               | Milan Vader (NED)      | DNF-6           |
| 7               | Jonas Vingegaard (DEN) | 6è              |

| Bahrain Victorious TBV | Bahrain Victorious TBV              | Bahrain Victorious TBV |
| ---------------------- | ----------------------------------- | ---------------------- |
| Núm                    | Ciclista                            | Pos                    |
| 11                     | Peio Bilbao López de Armentia (ESP) | 5è                     |
| 12                     | Yukiya Arashiro (JPN)               | FC-6                   |
| 13                     | Gino Mäder (SUI)                    | 40è                    |
| 14                     | Domen Novak (SLO)                   | 43è                    |
| 15                     | Luis León Sánchez Gil (ESP)         | DNF-6                  |
| 16                     | Hermann Pernsteiner (AUT)           | 44è                    |
| 17                     | Edoardo Zambanini (ITA)             | FC-6                   |

| UAE Team Emirates UAD | UAE Team Emirates UAD      | UAE Team Emirates UAD |
| --------------------- | -------------------------- | --------------------- |
| Núm                   | Ciclista                   | Pos                   |
| 21                    | Alessandro Covi (ITA)      | DNF-6                 |
| 22                    | George Bennett (NZL)       | NP-3                  |
| 23                    | Jan Polanc (SLO)           | DNF-6                 |
| 24                    | Davide Formolo (ITA)       | 38è                   |
| 25                    | Rafał Majka (POL)          | 35è                   |
| 26                    | Diego Ulissi (ITA)         | 14è                   |
| 27                    | Marc Soler i Giménez (ESP) | 7è                    |

| Astana Qazaqstan Team AST | Astana Qazaqstan Team AST   | Astana Qazaqstan Team AST |
| ------------------------- | --------------------------- | ------------------------- |
| Núm                       | Ciclista                    | Pos                       |
| 31                        | Stefan de Bod (RSA)         | FC-6                      |
| 32                        | Sebastián Henao Gómez (COL) | 33è                       |
| 33                        | Yuriy Natarov (KAZ)         | DNF-6                     |
| 34                        | Antonio Nibali (ITA)        | DNF-6                     |
| 35                        | Aliaksandr Rabuixenka (BLR) | DNF-5                     |
| 36                        | Javier Romo (ESP)           | DNF-2                     |
| 37                        | Andrei Zeits (KAZ)          | FC-6                      |

| Quick-Step Alpha Vinyl QST | Quick-Step Alpha Vinyl QST      | Quick-Step Alpha Vinyl QST |
| -------------------------- | ------------------------------- | -------------------------- |
| Núm                        | Ciclista                        | Pos                        |
| 41                         | Julian Alaphilippe (FRA) (ruta) | 24è                        |
| 42                         | Rémi Cavagna (FRA) (ruta)       | DNF-6                      |
| 43                         | Dries Devenyns (BEL)            | DNF-6                      |
| 44                         | Remco Evenepoel (BEL)           | 24è                        |
| 45                         | James Knox (GBR)                | DNF-6                      |
| 46                         | Mauri Vansevenant (BEL)         | 46è                        |

| Movistar Team MOV | Movistar Team MOV                  | Movistar Team MOV |
| ----------------- | ---------------------------------- | ----------------- |
| Núm               | Ciclista                           | Pos               |
| 51                | Enric Mas Nicolau (ESP)            | 9è                |
| 52                | Gorka Izagirre Insausti (ESP)      | 30è               |
| 53                | Gregor Mühlberger (AUT)            | 45è               |
| 54                | Nélson Oliveira (POR)              | DNF-6             |
| 55                | Antonio Pedrero López (ESP)        | FC-6              |
| 56                | Óscar Rodríguez Garaicoechea (ESP) | 47è               |
| 57                | Sergio Samitier (ESP)              | 54è               |

| Ineos Grenadiers IGD | Ineos Grenadiers IGD                 | Ineos Grenadiers IGD |
| -------------------- | ------------------------------------ | -------------------- |
| Núm                  | Ciclista                             | Pos                  |
| 61                   | Omar Fraile Matarranz (ESP) (ruta)   | FC-6                 |
| 62                   | Tao Geoghegan Hart (GBR)             | 29è                  |
| 63                   | Daniel Martínez Poveda (COL) (crono) | 1r                   |
| 64                   | Carlos Rodríguez Cano (ESP)          | 26è                  |
| 65                   | Geraint Thomas (GBR)                 | 39è                  |
| 66                   | Ben Tulett (GBR)                     | 22è                  |
| 67                   | Adam Yates (GBR)                     | DNF-6                |

| Cofidis COF | Cofidis COF                         | Cofidis COF |
| ----------- | ----------------------------------- | ----------- |
| Núm         | Ciclista                            | Pos         |
| 71          | Ion Izagirre Insausti (ESP) (crono) | 2n          |
| 72          | André Carvalho (POR)                | DNF-5       |
| 73          | Rubén Fernández Andújar (ESP)       | FC-6        |
| 74          | Simon Geschke (GER)                 | 27è         |
| 75          | José Herrada López (ESP)            | FC-6        |
| 76          | Victor Lafay (FRA)                  | DNF-6       |
| 77          | Thomas Champion (FRA)               | FC-6        |

| Bora-Hansgrohe BOH | Bora-Hansgrohe BOH                 | Bora-Hansgrohe BOH |
| ------------------ | ---------------------------------- | ------------------ |
| Núm                | Ciclista                           | Pos                |
| 81                 | Emanuel Buchmann (GER)             | DNF-6              |
| 82                 | Felix Großschartner (AUT)          | FC-6               |
| 83                 | Sergio Higuita García (COL) (ruta) | DNF-5              |
| 84                 | Lennard Kämna (GER)                | DNF-6              |
| 86                 | Aleksandr Vlàssov (RUS) (crono)    | 3r                 |
| 87                 | Frederik Wandahl (DEN)             | FC-6               |

| BikeExchange-Jayco BEX | BikeExchange-Jayco BEX | BikeExchange-Jayco BEX |
| ---------------------- | ---------------------- | ---------------------- |
| Núm                    | Ciclista               | Pos                    |
| 91                     | Lucas Hamilton (AUS)   | DNF-5                  |
| 92                     | Tsgabu Grmay (ETH)     | DNF-6                  |
| 93                     | David Peña (COL)       | DNF-3                  |
| 94                     | Tanel Kangert (EST)    | DNF-6                  |
| 95                     | Jack Bauer (NZL)       | FC-6                   |
| 96                     | Nick Schultz (AUS)     | DNF-6                  |
| 97                     | Jan Maas (NED)         | DNF-5                  |

| TotalEnergies TEN | TotalEnergies TEN               | TotalEnergies TEN |
| ----------------- | ------------------------------- | ----------------- |
| Núm               | Ciclista                        | Pos               |
| 101               | Jérémy Cabot (FRA)              | 52è               |
| 102               | Fabien Doubey (FRA)             | 49è               |
| 103               | Fabien Grellier (FRA)           | FC-6              |
| 104               | Alan Jousseaume (FRA)           | DNF-6             |
| 105               | Pierre Latour (FRA)             | NP-5              |
| 106               | Cristián Rodríguez Martín (ESP) | 41è               |
| 107               | Alexis Vuillermoz (FRA)         | 25è               |

| Intermarché-Wanty-Gobert Matériaux IWG | Intermarché-Wanty-Gobert Matériaux IWG | Intermarché-Wanty-Gobert Matériaux IWG |
| -------------------------------------- | -------------------------------------- | -------------------------------------- |
| Núm                                    | Ciclista                               | Pos                                    |
| 111                                    | Kobe Goossens (BEL)                    | DNF-5                                  |
| 112                                    | Quinten Hermans (BEL)                  | DNF-4                                  |
| 113                                    | Julius Johansen (DEN)                  | NP-3                                   |
| 114                                    | Laurens Huys (BEL)                     | DNF-3                                  |
| 115                                    | Hugo Page (FRA)                        | DNF-3                                  |
| 116                                    | Kévin Van Melsen (BEL)                 | NP-2                                   |
| 117                                    | Théo Delacroix (FRA)                   | DNF-5                                  |

| Team DSM DSM | Team DSM DSM             | Team DSM DSM |
| ------------ | ------------------------ | ------------ |
| Núm          | Ciclista                 | Pos          |
| 121          | Romain Combaud (FRA)     | FC-6         |
| 122          | Mark Donovan (GBR)       | NP-5         |
| 123          | Leon Heinschke (GER)     | DNF-6        |
| 124          | Andreas Leknessund (NOR) | 28è          |
| 125          | Tim Naberman (NED)       | DNF-6        |
| 126          | Florian Stork (GER)      | NP-5         |
| 127          | Martijn Tusveld (NED)    | FC-6         |

| Caja Rural-Seguros RGA CJR | Caja Rural-Seguros RGA CJR     | Caja Rural-Seguros RGA CJR |
| -------------------------- | ------------------------------ | -------------------------- |
| Núm                        | Ciclista                       | Pos                        |
| 131                        | Mikel Nieve Iturralde (ESP)    | NP-6                       |
| 132                        | Jonathan Lastra Martínez (ESP) | 17è                        |
| 133                        | Julen Amézqueta Moreno (ESP)   | NP-5                       |
| 134                        | Orluis Aular Sanabria (VEN)    | FC-6                       |
| 135                        | Fernando Barceló Aragón (ESP)  | 31è                        |
| 136                        | Jefferson Cepeda (ECU)         | DNF-6                      |
| 137                        | Jokin Murguialday (ESP)        | FC-6                       |

| AG2R Citroën Team ACT | AG2R Citroën Team ACT        | AG2R Citroën Team ACT |
| --------------------- | ---------------------------- | --------------------- |
| Núm                   | Ciclista                     | Pos                   |
| 141                   | Clément Champoussin (FRA)    | NP-1                  |
| 142                   | Felix Gall (AUT)             | 12è                   |
| 143                   | Paul Lapeira (FRA)           | DNF-3                 |
| 144                   | Aurélien Paret-Peintre (FRA) | 37è                   |
| 145                   | Valentin Paret-Peintre (FRA) | NP-3                  |
| 146                   | Nicolas Prodhomme (FRA)      | FC-6                  |
| 147                   | Andrea Vendrame (ITA)        | NP-6                  |

| Israel-Premier Tech IPT | Israel-Premier Tech IPT    | Israel-Premier Tech IPT |
| ----------------------- | -------------------------- | ----------------------- |
| Núm                     | Ciclista                   | Pos                     |
| 151                     | Sebastian Berwick (AUS)    | NP-5                    |
| 152                     | Alexander Cataford (CAN)   | DNF-6                   |
| 153                     | Alessandro De Marchi (ITA) | FC-6                    |
| 155                     | Hugo Houle (CAN)           | 50è                     |
| 156                     | James Piccoli (CAN)        | FC-6                    |
| 157                     | Michael Woods (CAN)        | 13è                     |

| Groupama-FDJ GFC | Groupama-FDJ GFC                 | Groupama-FDJ GFC |
| ---------------- | -------------------------------- | ---------------- |
| Núm              | Ciclista                         | Pos              |
| 161              | David Gaudu (FRA)                | 18è              |
| 162              | Bruno Armirail (FRA)             | 36è              |
| 163              | Ignatas Konovalovas (LTU) (ruta) | DNF-4            |
| 164              | Antoine Duchesne (CAN)           | FC-6             |
| 165              | Rudy Molard (FRA)                | 32è              |
| 166              | Sébastien Reichenbach (SUI)      | 19è              |
| 167              | Anthony Roux (FRA)               | FC-6             |

| Burgos-BH BBH | Burgos-BH BBH               | Burgos-BH BBH |
| ------------- | --------------------------- | ------------- |
| Núm           | Ciclista                    | Pos           |
| 171           | Ander Okamika (ESP)         | FC-6          |
| 172           | Daniel Navarro García (ESP) | 23è           |
| 173           | Óscar Cabedo (ESP)          | FC-6          |
| 174           | Victor Langellotti (MON)    | DNF-2         |
| 175           | Ángel Madrazo Ruiz (ESP)    | FC-6          |
| 176           | Pelayo Sánchez Mayo (ESP)   | DNF-6         |
| 177           | Jetse Bol (NED)             | DNF-6         |

| Trek-Segafredo TFS | Trek-Segafredo TFS       | Trek-Segafredo TFS |
| ------------------ | ------------------------ | ------------------ |
| Núm                | Ciclista                 | Pos                |
| 181                | Julien Bernard (FRA)     | FC-6               |
| 182                | Tony Gallopin (FRA)      | 48è                |
| 183                | Gianluca Brambilla (ITA) | 15è                |
| 184                | Kenny Elissonde (FRA)    | FC-6               |
| 185                | Juan Pedro López (ESP)   | 11è                |
| 186                | Simon Pellaud (SUI)      | DNF-5              |
| 187                | Antwan Tolhoek (NED)     | DNF-4              |

| Euskaltel-Euskadi EUS | Euskaltel-Euskadi EUS          | Euskaltel-Euskadi EUS |
| --------------------- | ------------------------------ | --------------------- |
| Núm                   | Ciclista                       | Pos                   |
| 191                   | Xabier Mikel Azparren (ESP)    | FC-6                  |
| 192                   | Ibai Azurmendi (ESP)           | DNF-5                 |
| 193                   | Mikel Bizkarra Etxegibel (ESP) | 21è                   |
| 194                   | Mikel Iturria Segurola (ESP)   | FC-6                  |
| 195                   | Asier Etxeberria (ESP)         | FC-6                  |
| 196                   | Gotzon Martín (ESP)            | 42è                   |
| 197                   | Xabier Isasa (ESP)             | FC-6                  |

| Equipo Kern Pharma EKP | Equipo Kern Pharma EKP               | Equipo Kern Pharma EKP |
| ---------------------- | ------------------------------------ | ---------------------- |
| Núm                    | Ciclista                             | Pos                    |
| 201                    | Héctor Carretero Milla (ESP)         | DNF-5                  |
| 202                    | Roger Adrià Oliveras (ESP)           | DNF-6                  |
| 203                    | Jon Agirre Egaña (ESP)               | DNF-6                  |
| 204                    | Diego López (ESP)                    | FC-6                   |
| 205                    | Daniel Alejandro Méndez Noreña (COL) | DNF-5                  |
| 206                    | Ibon Ruiz (ESP)                      | 51è                    |
| 207                    | Igor Arrieta (ESP)                   | 34è                    |

| EF Education-EasyPost EFE | EF Education-EasyPost EFE     | EF Education-EasyPost EFE |
| ------------------------- | ----------------------------- | ------------------------- |
| Núm                       | Ciclista                      | Pos                       |
| 211                       | Rigoberto Urán (COL)          | 10è                       |
| 212                       | Diego Camargo Pineda (COL)    | FC-6                      |
| 214                       | Ruben Guerreiro (POR)         | 20è                       |
| 215                       | Mark Padun (UKR)              | DNF-3                     |
| 216                       | James Shaw (GBR)              | FC-6                      |
| 217                       | Jonathan Caicedo Cepeda (ECU) | FC-6                      |

| Lotto-Soudal LTS | Lotto-Soudal LTS        | Lotto-Soudal LTS |
| ---------------- | ----------------------- | ---------------- |
| Núm              | Ciclista                | Pos              |
| 221              | Filippo Conca (ITA)     | FC-6             |
| 222              | Steff Cras (BEL)        | 16è              |
| 224              | Sylvain Moniquet (BEL)  | FC-6             |
| 225              | Viktor Verschaeve (BEL) | DNF-5            |
| 226              | Harry Sweeny (AUS)      | DNF-2            |
| 227              | Maxim Van Gils (BEL)    | DNF-3            |